# Orden del Cielo Azul y el Sol Blanco
La Orden del Cielo Azul y el Sol Blanco con Gran Cordón (en chino tradicional, 青天白日勳章 o 青天白日勛章) es la segunda condecoración militar más alta de las que concede la República de China. Creada en 1929, se otorga por «contribuciones sobresalientes a la seguridad nacional bajo una invasión extranjera» y solo es superada en importancia por la Orden de la Gloria Nacional. El nombre y el diseño provienen del cielo azul con un sol blanco, símbolo de la República de China y del Kuomintang.
A diferencia de muchas otras medallas de la República de China, la Orden del Cielo Azul y el Sol Blanco se presenta solo como una medalla de un grado; desde 1981 se presenta con el Gran Cordón, una cinta muy grande, en este caso, una cinta blanca con bordes rojos y azules. Antes de eso, venía con una cinta lisa que es la versión más pequeña del gran cordón moderno.
Según los registros oficiales, hasta el 24 de agosto de 2012, 209 personas, habían recibido la medalla por su contribución a la defensa de la nación.
En 2012, hubo una importante controversia en Taiwán cuando la casa de subastas Spink anunció que iba a subastar, en Hong Kong, la orden otorgada al difunto líder del Kuomintang y presidente de la China Nacionalista Chiang Kai-shek. El Ministerio de Defensa de Taiwán informó, queː Chiang fue enterrado en el mausoleo de Cihu al norte de Taiwán con la medalla cuando murió en 1975 y que por lo tanto la medalla que se iba a subastar no podía ser la suya. Pero en una rueda de prensa previa a la subasta, el coleccionista y erudito Chuk Hong-ming dijo que Chiang fue enterrado con una medalla duplicadaː «Antes de 1995, era práctica habitual dar un nuevo juego de medallas a un general que fallecía para enterrarlo». Debido a las dudas expresadas por el Ministerio de Defensa de Taiwán sobre la autenticidad de la condecoración, la subasta quedó desierta, ningún participante pujó por la medalla.

## Condecorados
Algunos de los más importante galardonados con esta orden son:
- Albert C. Wedemeyer, por su papel en la reorganización del entrenamiento del ejército chino
- Chen Qingkun (陳慶堃), por su papel principal en la ruptura de la línea enemiga en el río Yangtzé durante la guerra civil en 1949
- Chiang Chung-ling
- Chiang Kai-shek.[5]
- Claire Lee Chennault, por su ayuda en la defensa de China durante la Segunda Guerra Mundial
- Gao Youxin, uno de los mejores pilotos de caza as de China durante la segunda guerra sino-japonesa y la Segunda Guerra Mundial
- Huang Baitao, por su campaña en Henan en 1948
- Hu Lien, Hu comandó la 11.ª División y defendió el oeste de Hubei. Esta fue una forma rápida de atacar la capital Chongqing para el ejército japonés, pero Hu los derrotó con éxito
- Xie Jinyuan, por su defensa del Almacén Sihang en Shanghái durante la Segunda Guerra Mundial
- Zhang Zizhong, uno de los oficiales aliados de más alto rango muerto en acción en la Segunda Guerra Mundial
- General Shen Yi-ming, muerto cuando un Black Hawk se estrelló junto con otros 7 miembros del personal. En el momento de su muerte se desempeñaba como Jefe del Estado Mayor de las Fuerzas Armadas de la República de China (otorgado póstumamente).
- Xue Yue